# Paola Massarenghi
Paola Massarenghi (Parma, 5 agosto 1565 – ...) è stata una compositrice italiana.
Attiva nel tardo Rinascimento, viene ricordata per essere stata tra le prime donne compositrici ad aver pubblicato nella storia della musica occidentale.
Dell'artista sopravvive solo uno dei suoi componimenti, Quando spiega l'insegn'al sommo padre, un madrigale a tema religioso presente nel Primo libro de madrigali a cinque voci di Arcangelo Gherardini. L'opera, pubblicata a Ferrara nel 1585, è dedicata ad Alfonso Fontanelli, benché nella dedica siano elencati altri collaboratori tranne Massarenghi.
Della vita di Massarenghi si conosce poco, tuttavia dato che la famiglia riuscì ad ottenere da Ranuccio I Farnese, quarto duca di Parma e Piacenza, aiuti per l'istruzione musicale del fratello minore, Giovanni Battista Massarenghi, anch'esso divenuto in seguito compositore, proveniva da un ceto sociale benestante.